# Reptilians (álbum de Starfucker)
Reptilians es el tercer álbum de estudio de la banda Starfucker originaria de Portland basado en indie rock, publicado el 7 de marzo de 2011 por Polyvinyl Records.

## Antecedentes y grabación
Demos para "Reptilians" fueron registrados originalmente por Hodges mientras la banda estaba de gira. 
Estas demostraciones no refinados fueron puestos en libertad más tarde el 17 de julio de 2012, bajo el título "Heaven's Youth" - el título planeado original para Reptilians.

## Lista de canciones
| N.º   | Título              | Duración |  |
| 1.    | «Born»              | 3:23     |  |
| 2.    | «Julius»            | 3:48     |  |
| 3.    | «Bury Us Alive»     | 3:10     |  |
| 4.    | «Mystery Cloud»     | 4:25     |  |
| 5.    | «Death As a Fetish» | 4:14     |  |
| 6.    | «Astoria»           | 2:42     |  |
| 7.    | «Reptilians»        | 2:48     |  |
| 8.    | «The White of Noon» | 4:25     |  |
| 9.    | «Hungry Ghost»      | 2:09     |  |
| 10.   | «Mona Vegas»        | 3:38     |  |
| 11.   | «Millions»          | 2:34     |  |
| 12.   | «Quality Time»      | 2:57     |  |
| 40:06 |                     |          |  |

### Deluxe Edition Bonus Tracks
| N.º   | Título        | Duración |  |
| 13.   | «Slow Dance»  | 3:44     |  |
| 14.   | «Recess Time» | 2:21     |  |
| 46:11 |               |          |  |